# Antonin Lebas-Joly
Pour les articles homonymes, voir Joly et Lebas.
Antonin Lebas-Joly est un acteur français né le 26 octobre 1985 à Paris et mort le 8 mars 2023 à Saint-Germain-la-Poterie.

## Biographie
Il est le fils des comédiens français Philippe Lebas et Christine Joly et frère de la comédienne Joséphine Lebas-Joly.
Il commence sa carrière d'acteur à l'âge de 8 ans avec un second rôle important dans le film Coup de jeune de Xavier Gélin, fils de l'acteur français Daniel Gélin. Il enchaînera ensuite les seconds rôles et apparitions dans diverses productions françaises comme Le Hussard sur le toit (1995) ou Ridicule (1996). Il sera également réalisateur de courts-métrages burlesques après des études de cinéma à Paris : Lady be good et Gédéon a de la suite dans les idées.

## Filmographie

### Acteur

#### Cinéma
- 1993 : Coup de jeune  de Xavier Gélin : Gaudeamus enfant
- 1995 : Le Hussard sur le toit de Jean-Paul Rappeneau : Edmond, le petit garçon
- 1996 : Ridicule de Patrice Leconte : Léonard
- 2001 : La Vie sans secret de Walter Nions de Hugo Gélin : Walter enfant

#### Télévision
- 1995 :  Lise ou L'affabulatrice, téléfilm de Marcel Bluwal : Didier
- 1997 : La Vie en face, téléfilm de Laurent Dussaux : Maxime
- 1998 : Louis Page - saison 1 épisode 1 : Passage sous silence  (série télévisée) :Mathieu Girard
- 2000 : Le Mystère Parasuram, téléfilm de Michel Sibra : David Leduc

### Réalisateur
- 2006 : Lady be good (court métrage)
- 2006 : Gédéon a de la suite dans les idées (court métrage)